# Ferrovia Tirso-Chilivani
La ferrovia Tirso-Chilivani era una linea ferroviaria a scartamento ridotto della Sardegna.

## Storia
| Tratta           | Inaugurazione    |
| ---------------- | ---------------- |
| Ozieri–Chilivani | 10 febbraio 1891 |
| Tirso–Ozieri     | 1º aprile 1893   |

La Tirso-Chilivani nacque per iniziativa delle Strade Ferrate Secondarie della Sardegna negli ultimi anni del XIX secolo come bretella ferroviaria per congiungere la Macomer-Nuoro con la rete della Compagnia Reale delle Ferrovie Sarde a Chilivani, stazione costruita sulla linea Cagliari-Golfo Aranci nonché capolinea della diramazione per Sassari e Porto Torres. Inoltre la linea fu pensata per consentire agli abitanti di Ozieri di raggiungere facilmente lo scalo di Chilivani, realizzato ad alcuni chilometri di distanza dal centro cittadino.

La fermata di Bottida poco tempo dopo la chiusura della linea

Costruita a scartamento da 950 mm come l'intera rete secondaria sarda, la prima parte della ferrovia fu aperta al traffico il 10 febbraio 1891, con l'apertura dei 9 km di linea tra Ozieri e Chilivani. Il resto della ferrovia fu inaugurato il 1º aprile 1893, data di apertura del tronco tra Ozieri e il capolinea scelto lungo la Macomer-Nuoro, la stazione di Tirso, attualmente nel territorio del comune di Illorai. Nel 1921 la gestione della linea passò alle Ferrovie Complementari della Sardegna.
Dopo i difficili anni di esercizio durante la guerra la ferrovia riprese la regolare attività, ma il dopoguerra per i 79 chilometri di questa strada ferrata non si presentava roseo: nel 1955 per via della sua tortuosità erano necessarie circa 5 ore per giungere dall'isolato capolinea di Tirso a Chilivani, con una velocità media di poco superiore ai 15 chilometri orari, troppo pochi per poter competere con le autolinee. La linea così rischiò la chiusura già negli anni cinquanta, ma il rischio fu scongiurato per qualche tempo, e la ferrovia poté usufruire dei nuovi mezzi a trazione termica introdotti dalle FCS nel 1962 (per i quali fu necessario adeguare l'armamento della linea), che ridussero considerevolmente i tempi di percorrenza.

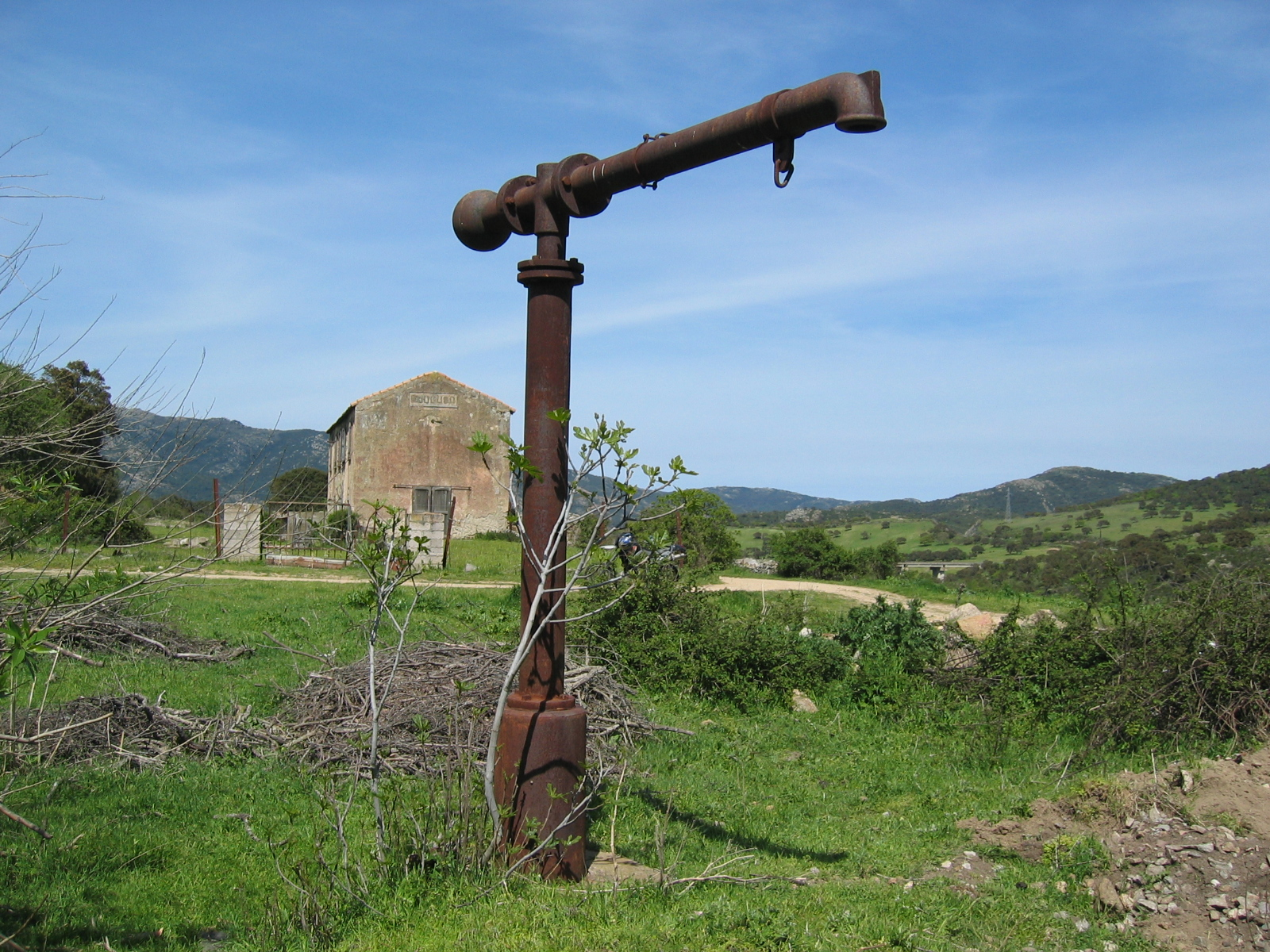
La stazione di Buddusò, con in primo piano un rifornitore idrico e sullo sfondo l'ex fabbricato viaggiatori dello scalo

Ciò nonostante, complice anche la non rosea situazione finanziaria delle FCS che da lì a qualche anno sarebbero state commissariate, il 31 dicembre 1969 la linea cessò la sua attività, lasciando il posto a un servizio di autolinee sostitutive.

### Situazione dopo la chiusura
Una parte della linea nei pressi delle ex stazioni di Ozieri e Vigne e nel primo tratto verso Ozieri dall'ex stazione di Pattada è stata trasformata nel 2008 in percorso per escursioni in bicicletta o a cavallo. Per questo motivo il percorso ha assunto il nome di "ippovia". I due capolinea di Tirso e Chilivani sono ancora attivi al servizio rispettivamente delle linee Macomer-Nuoro e Cagliari-Golfo Aranci (sebbene a Chilivani non vi sia più traccia dei fabbricati e delle infrastrutture ex FCS), mentre gli scali di Ozieri e di Bono sono stati riadattati a depositi per le autolinee dell'ARST.

## Caratteristiche

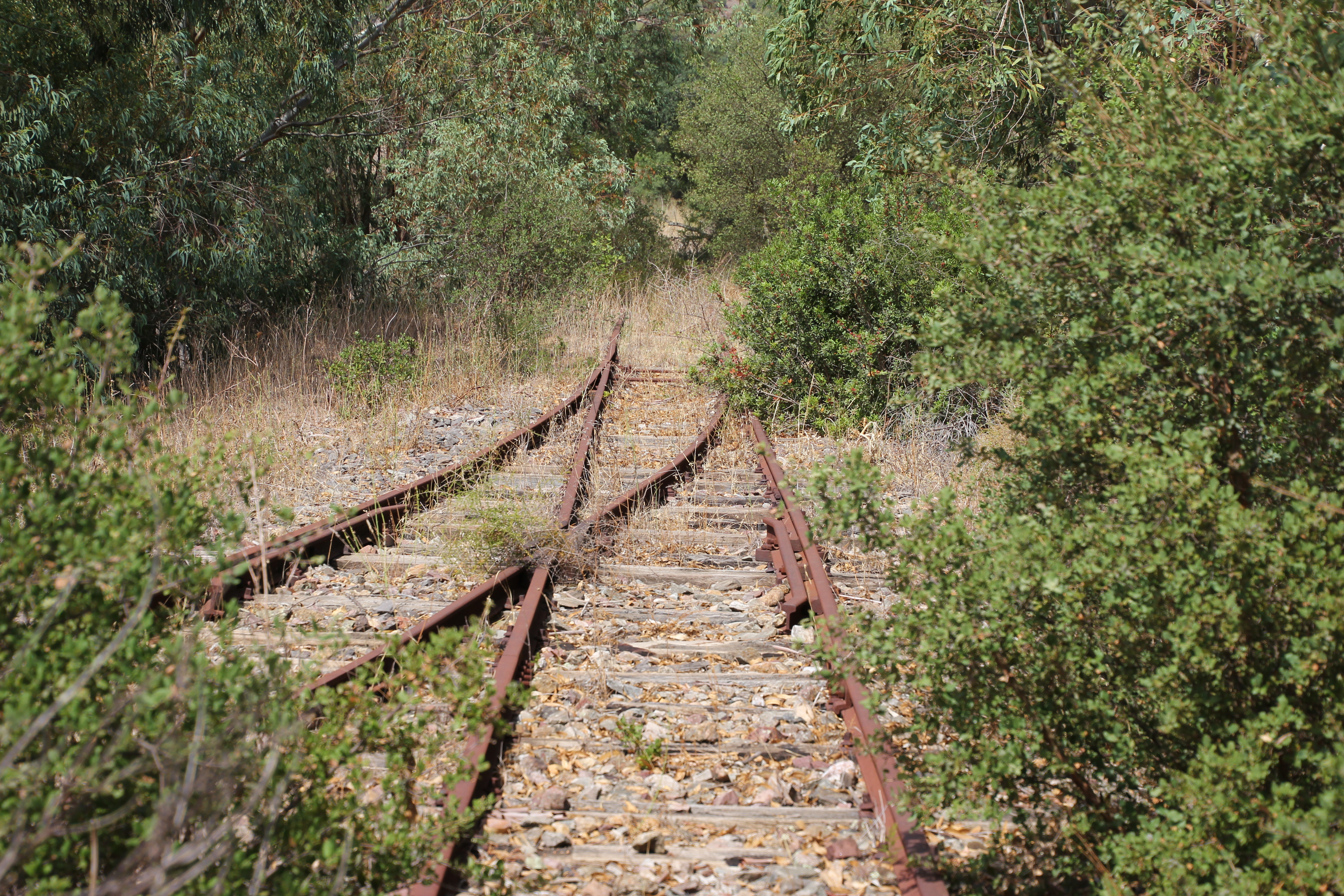
Spezzone superstite del binario della linea in uscita dalla stazione di Tirso

La Tirso-Chilivani aveva una lunghezza complessiva di 78,765 km tra le due stazioni capolinea (entrambe in uso anche dopo il 1969), di cui quella della frazione ozierese posta lungo la ferrovia Cagliari-Golfo Aranci e scalo di diramazione per la linea verso Porto Torres, mentre l'impianto di Tirso è servito dalla ferrovia Macomer-Nuoro. Il tracciato era armato con binari a scartamento da 950 mm, con l'impiego di rotaie Vignoles da 21 kg/m poste su traverse in legno, e si sviluppava per il 42,8% in rettilineo, con la presenza di curve di raggio minimo di 80 m e in oltre metà dei casi con raggio di 100 m.
Per quanto riguarda l'andamento altimetrico la linea presentava pendenze rilevanti in buona parte del suo sviluppo, con il 61,2% del tracciato avente pendenze superiori al 20‰ con punte massime del 30‰; mentre la porzione pianeggiante del percorso rappresentava il 13% del totale. Il culmine della linea era posto nella stazione di Pattada a quota 674 m s.l.m., la stazione di Tirso coi suoi 218 m s.l.m. rappresentava invece il punto più basso dell'intero tracciato.
Sulla linea la maggior parte degli scali intermedi erano attrezzati per gli incroci, facevano eccezione gli impianti di Bottida e Vigne, dotati comunque di un tronchino in aggiunta al binario di corsa; nelle stazioni di Tirso, Bono e Ozieri erano inoltre localizzati gli impianti di rimessaggio del materiale rotabile in uso sulla ferrovia.

### Percorso
|  | Unknown route-map component "CONTgq" | Unknown route-map component "STR+r" |  |  |

| Station on track |

|  | Unknown route-map component "xABZgl+xl" | Unknown route-map component "CONTfq" |

| Unknown route-map component "exBHF" |

| Unknown route-map component "exBHF" |

| Unknown route-map component "exHST" |

| Unknown route-map component "exBHF" |

| Unknown route-map component "exBHF" |

| Unknown route-map component "exBHF" |

| Unknown route-map component "exBHF" |

| Unknown route-map component "exBHF" |

| Unknown route-map component "exBHF" |

| Unknown route-map component "exBHF" |

| Unknown route-map component "exHST" |

| Unknown route-map component "exBHF" |

| Unknown route-map component "exhKRZWae" |

| Unknown route-map component "CONTgq" | Unknown route-map component "xABZg+r" |  |

| Station on track |

| Unknown route-map component "CONTgq" | Junction both to and from right |  |

|  | One way leftward | Unknown route-map component "CONTfq" |

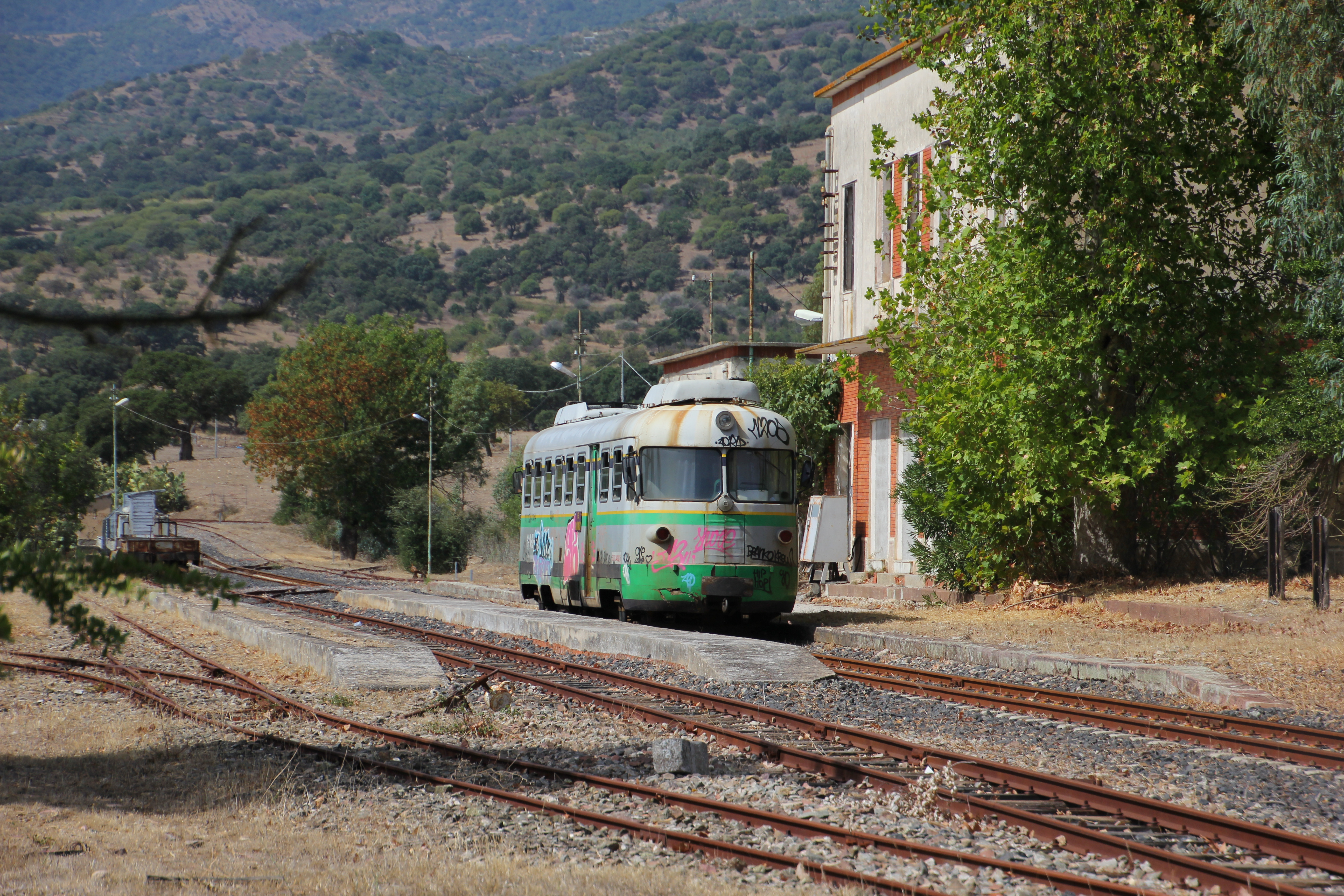
Automotrice ADe a Tirso diretta a Macomer: sullo sfondo sono visibili gli scambi di accesso alla linea per Chilivani

Il tracciato della ferrovia aveva origine nelle campagne a sud di Illorai nell'isolata stazione di Tirso, punto più basso del percorso, servita anche dalla Macomer-Nuoro, motivo per cui l'impianto continua a essere attivo nonostante la dismissione del tronco per Chilivani. Quest'ultimo si lasciava la linea per Nuoro a sud, affrontando un tratto in salita con sviluppo in buona parte curvilineo raggiungendo la stazione di Illorai, anch'essa posta al di fuori dell'omonimo centro abitato. Sempre in ascesa altimetrica la linea proseguiva costeggiando alcune colline con un percorso tortuoso, raggiungendo un altro impianto posto fuori da nuclei urbani, quello di Burgos-Esporlatu, realizzato a valle dei due comuni. Dopo meno di due chilometri di tracciato da questa stazione si raggiungeva la fermata di Bottida, alla periferia di Bottidda, da cui poi la linea terminava la sua salita raggiungendo la stazione di Bono, scalo che era dotato anche di una rimessa locomotive ed utilizzato dopo la chiusura della ferrovia per i servizi di autolinee delle varie concessionarie della rete a scartamento ridotto del centro Sardegna succedutesi negli anni.

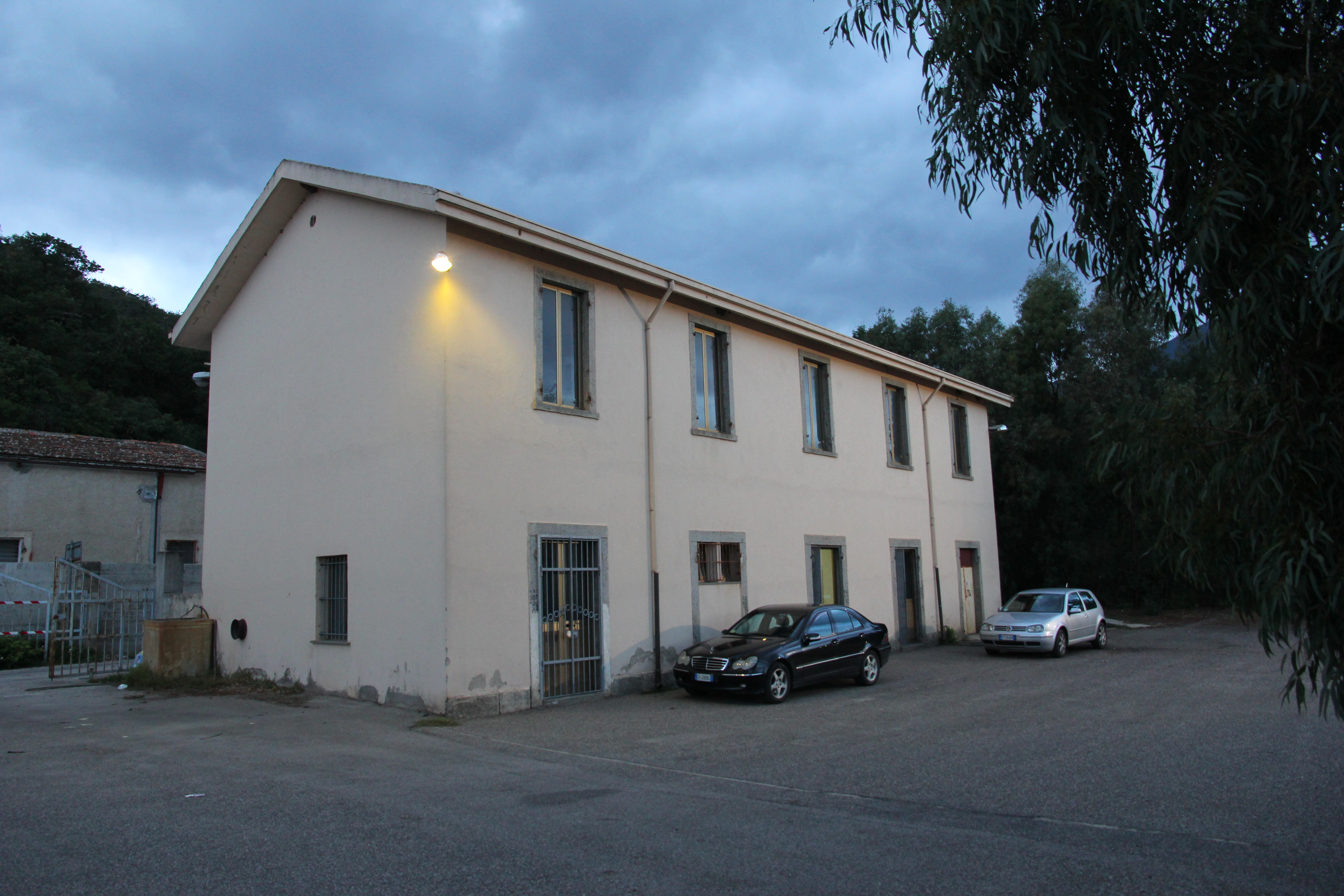
L'ex stazione ferroviaria di Bono, riconvertita a deposito di autobus

Dal centro del Goceano la linea continuava verso nord-est, ma scendendo di altitudine in questo tratto: i successivi scali a essere raggiunti erano quelli di Anela, posto all'epoca poco fuori da questo borgo e, dopo una breve risalita altimetrica, Bultei, realizzato anch'esso fuori dal nucleo urbano e nei pressi della SS 128 bis, caratteristica che condivide anche con gli impianti successivi. Dalla stazione di Bultei, di cui non rimane più traccia (i resti del fabbricato viaggiatori furono infatti demoliti a metà anni duemila) si scendeva altimetricamente verso lo scalo di Benetutti-Nule, realizzato sulla SS 128 bis ad alcuni chilometri di distanza dai due comuni, analogamente a quanto fatto per le successive stazioni di Osidda, Buddusò e Pattada: questo tratto di ferrovia vedeva un'ascesa altimetrica importante, che raggiungeva nello scalo pattadese il culmine dell'intero percorso.

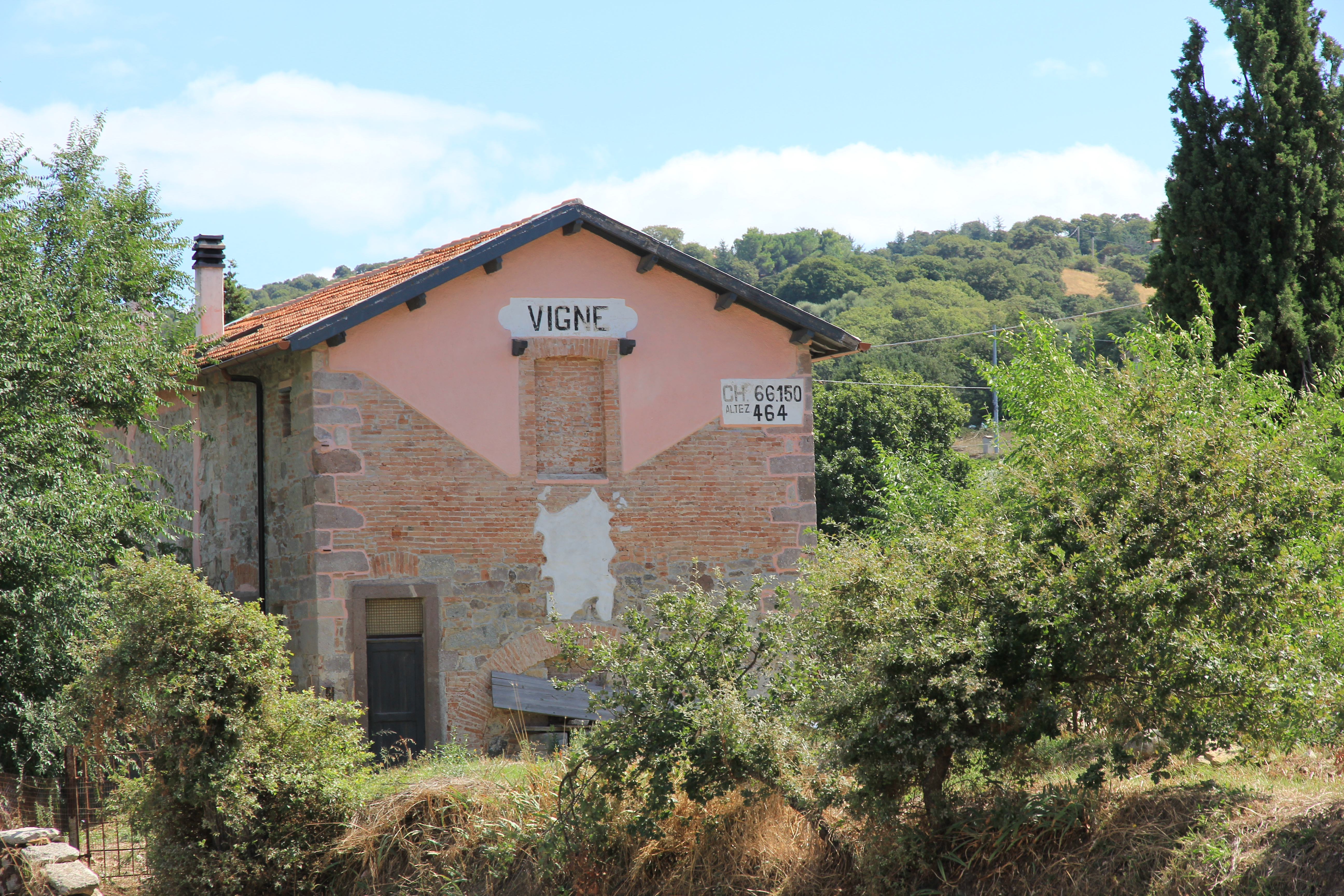
Il fabbricato viaggiatori dell'ex scalo di Vigne, una delle due fermate presenti sul percorso

Il tracciato, che da Osidda ha iniziato a puntare verso nord-est, entrava nel territorio di Ozieri con una discesa ripida che costrinse gli ingegneri alla scelta di un percorso piuttosto tortuoso in questo tratto, raggiungendo il secondo impianto avente caratteristiche di fermata della ferrovia, quello di Vigne, noto in origine con il nome di Nugheddu dalla vicina Nughedu San Nicolò. Lasciata Vigne la discesa proseguiva entrando nel maggiore centro servito dalla ferrovia, Ozieri, attraversata trasversalmente nella sua parte meridionale: la stazione cittadina era il maggiore degli scali della ferrovia realizzati dalle SFSS, dotato di impianti di rimessaggio e manutenzione dei rotabili; come nel caso di Bono la struttura fu trasformata in un deposito per i mezzi delle autolinee ex FCS (dal 2010 gestite dall'ARST).

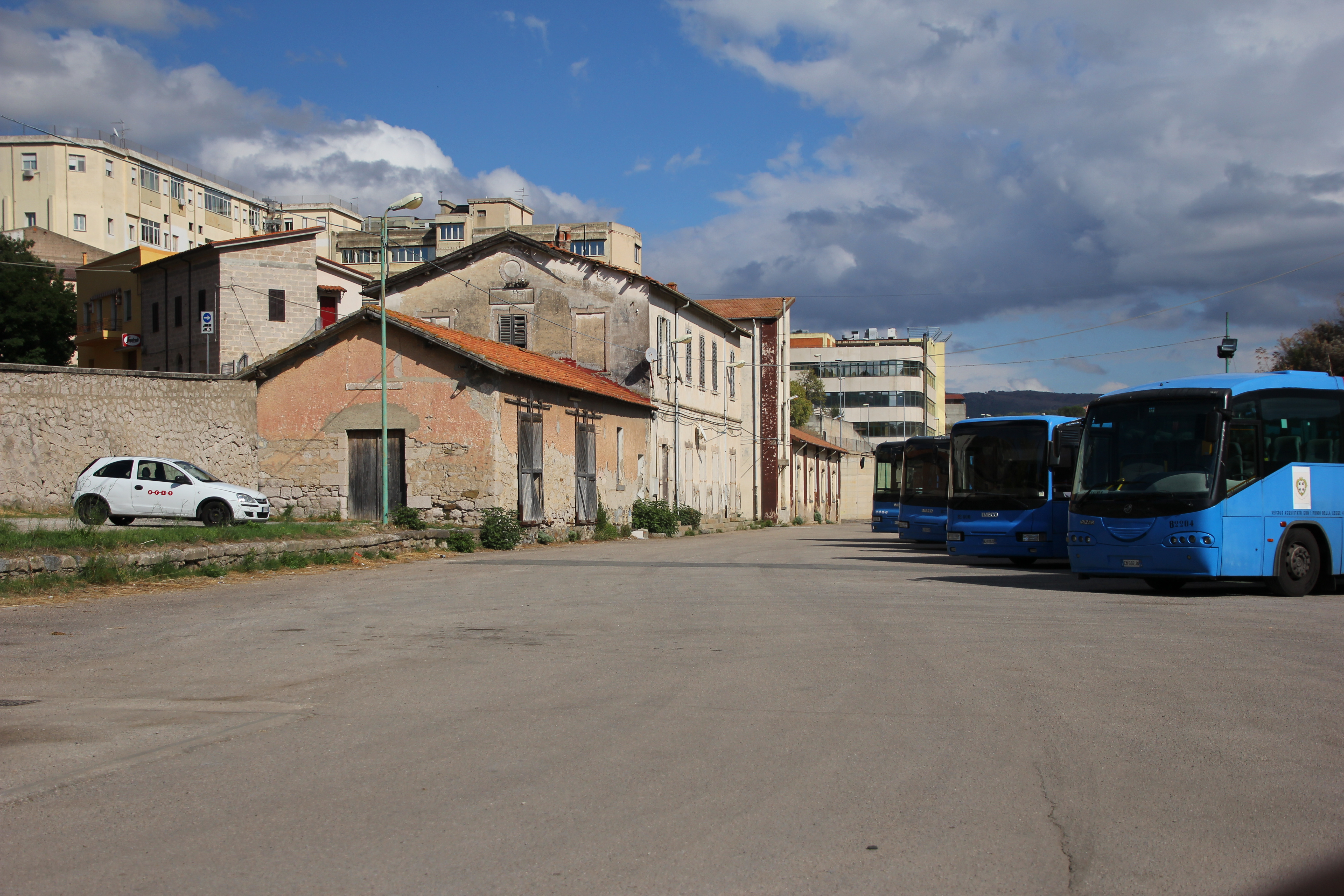
L'ex stazione di Ozieri

L'ultimo tratto della linea fu il primo tronco ad essere aperto all'esercizio e collegava Ozieri alla frazione di Chilivani, in cui sorge l'omonima stazione (ribattezzata in seguito Ozieri-Chilivani): il tracciato, proseguendo la discesa iniziata a Pattada, attraversava terreni granitici e trachitici (in parte tramite trincee) e dopo aver valicato il rio Mannu terminava all'interno dello scalo chilivanese, attraversato dalla ferrovia Cagliari-Golfo Aranci e capolinea di quella per Porto Torres: la stazione, in uso anche dopo la chiusura della linea per Tirso, negli anni di attività di quest'ultima era uno dei pochi scali sardi ad ospitare binari di entrambi gli scartamenti in uso nella rete pubblica dell'isola; l'area in uso alle FCS fu tuttavia smantellata pochi anni dopo la dismissione della Tirso-Chilivani per potenziare lo scalo merci della stazione.